# Roy John Britten
Roy John Britten (* 1. Oktober 1919 in Washington, D.C.; † 21. Januar 2012 in Costa Mesa, Kalifornien) war ein US-amerikanischer Physiker und Molekularbiologe. Er gilt als Entdecker der repetitiven DNA-Elemente im Genom der Eukaryoten. Von 1971 bis 1999 war er am California Institute of Technology tätig.

## Leben
Roy Britten war der Sohn von Rollo Britten, einem Statistiker des Public Health Service, und Marion Hale Britten, die in der Abteilung für Anthropologie und Psychologie der National Academy of Sciences beschäftigt war. Er wuchs auf in McLean (Virginia), einem Weiler unweit von Washington, D.C., der erst im Jahr 1910 gegründet worden war. Als Schüler besuchte Britten ein Internat, danach studierte er ab 1936 an der University of Virginia Physik als Hauptfach; 1940 bestand er die Prüfung zum Bachelor und 1941 an der Johns Hopkins University zum Master. Seine Pläne, an der Johns Hopkins University in Baltimore im Fach Physik auch zu promovieren, zerschlugen sich aufgrund des Eintritts der Vereinigten Staaten in den Zweiten Weltkrieg. Stattdessen arbeitete er für das National Bureau of Standards im Rahmen des Manhattan-Projekts an einem Verfahren zur Trennung der Uran-Isotopen, „von dem er stets sagte, dass es glücklicherweise vollständig misslang“. Erst nach Kriegsende konnte er ab 1946 sein Studium fortsetzen; 1951 erwarb er an der Princeton University den Doktorgrad im Fach Physik. Im selben Jahr wurde er Mitarbeiter der Biophysik-Gruppe in der Abteilung für Erdmagnetismus der Carnegie Institution of Washington, wo er bis 1971 beschäftigt blieb. Von 1971 bis zur Pensionierung im Jahr 1999 forschte er für das California Institute of Technology (Caltech), seine Arbeitsgruppe war am Kerckhoff Marine Laboratory angesiedelt.

## Forschungsthemen
Nachdem Roy Britten für seine Doktorarbeit im Fach Physik u. a. über die Trennung von Kalium-Isotopen geforscht hatte, folgte seinem Wechsel an die Carnegie Institution im Jahr 1951 bald ein Wechsel seines Forschungsschwerpunkts von der Kernphysik zur Biophysik. Hintergrund hierfür war, dass seit Anfang der 1940er-Jahre intensiv nach dem Träger der Erbinformation gesucht und 1953 von dem US-Amerikaner James Watson und dem Briten Francis Crick anhand von DNA-Röntgenaufnahmen die Feinstruktur der DNA publiziert wurde. Die Biophysik-Gruppe, der Britten angehörte, trug beispielsweise dazu bei, das Bakterium Escherichia coli als Modellorganismus für das Studium der Proteinbiosynthese und der DNA-Replikation zu etablieren. Daraus entwickelte Britten in den 1960er-Jahren eine Methodik, bei Pflanzen und Tieren die Abfolge der Basenpaare in deren DNA zu beschreiben, was 1968 zum Nachweis der repetitiven DNA-Elemente führte.
Auch nach dem Wechsel ans California Institute of Technology – und dort in Kooperation mit dem Entwicklungsbiologen Eric H. Davidson – blieb die Klassifizierung von repetitiven DNA-Elementen Brittens Forschungsschwerpunkt, ferner die Suche nach deren Funktion und ihrem Entstehen im Verlauf der Stammesgeschichte, insbesondere nachdem Hinweise darauf gefunden worden waren, dass ihr Bau gelegentlich dem Bau von Retroviren ähnelt.

## Ehrungen
Roy Britten war seit 1972 Mitglied der National Academy of Sciences, ferner war er seit 1986 Mitglied der American Academy of Arts and Sciences sowie seit 1987 Mitglied der American Association for the Advancement of Science.

## Belege
1. ↑  Roy J. Britten und David E. Kohne: Repeated Sequences in DNA. In: Science. Band 161, Nr. 3841, 1968, S. 529–540, doi:10.1126/science.161.3841.529.
2. 1 2   Eric H. Davidson: Roy J. Britten (1919–2012). In: Science. Band 335, Nr. 6073, 2012, S. 1183, doi:10.1126/science.1220828.
3. ↑  Roy John Britten (1919–2012). Biografie auf dem Server der Arizona State University.
4. ↑  Kurzbiografie auf dem Server des Cold Spring Harbor Laboratory.
5. ↑  R. Andrew Cameron: On DNA Hybridiziation and Modern Genomics. In: Molecular Reproduction & Development. Band 79, Nr. 4, 2012, S. Fm i–Fm iii, doi:10.1002/mrd.22034, Volltext (PDF).
6. ↑  James D. Watson und Francis Crick: Molecular structure of nucleic acids; a structure for deoxyribose nucleic acid. In: Nature. Band 171, Nr. 4356, 1953, S. 737–738, doi:10.1038/171737a0, Volltext (PDF) (Memento vom 14. März 2011 im Internet Archive).

| Personendaten    | Personendaten                                                                                      |
| ---------------- | -------------------------------------------------------------------------------------------------- |
| NAME             | Britten, Roy John                                                                                  |
| ALTERNATIVNAMEN  | Britten, Roy J.                                                                                    |
| KURZBESCHREIBUNG | US-amerikanischer Molekularbiologe, Entdecker der repetitiven DNA-Elemente im Genom der Eukaryoten |
| GEBURTSDATUM     | 1. Oktober 1919                                                                                    |
| GEBURTSORT       | Washington, D.C.                                                                                   |
| STERBEDATUM      | 21. Januar 2012                                                                                    |
| STERBEORT        | Costa Mesa, Kalifornien                                                                            |